# Petr Lněnička
Petr Lněnička (* 20. července 1979 Litomyšl) je český divadelní a filmový herec, člen divadelního spolku Kašpar.

## Život
Vystudoval obor činoherního herectví na DAMU. Již během studií hostoval v Divadle na Vinohradech a v Národním divadle. Po absolutoriu školy nastoupil do divadelního spolku Kašpar, kde dosud hraje ve většině představení.
Věnuje se rozhlasové a dabingové činnosti. Je „hlasem“ stanice Radiožurnál Českého rozhlasu.
V současnosti hraje především v divadle Kašpar.
V epizodních rolích se objevil v TV seriálech Redakce, Poslední sezóna, Proč bychom se netopili a ve filmech Takový slušný člověk, Swingtime.
Dlouhodobě se věnuje dabingu. V roce 2015 dostal za dabing Cenu Františka Filipovského.
Ztvární Jiřího Markoviče v kriminálním seriálu Metoda Markovič: Hojer a Metoda Markovič: Straka. Za tuto roli získal cenu Český lev 2024 v kategorii Nejlepší herec v hlavní roli v seriálovém díle.